# Forêt de Wavre
Pour les articles homonymes, voir Wavre (homonymie) et Waver.

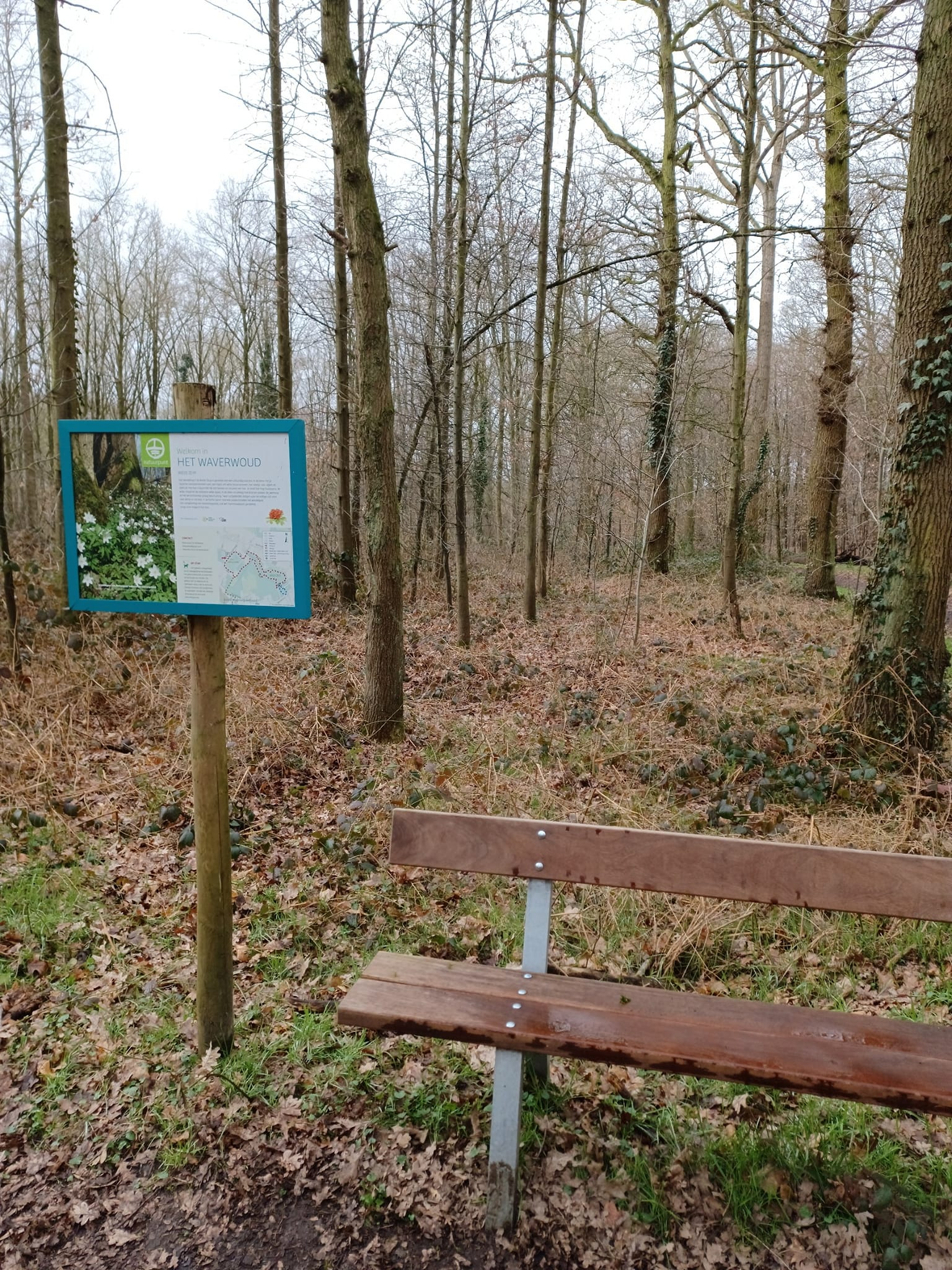

La forêt de Wavre (en néerlandais : Waverwoud) était une vaste forêt à l'est de Malines.

## Histoire
La forêt de Wavre était déjà mentionnée le 12 septembre 1008 dans un acte d'Henri II, roi qui deviendra ensuite empereur du Saint-Empire romain germanique. Selon certains écrits, cette forêt couvrait toute la zone comprise entre la Dyle, la Petite Nèthe et la Grande Nèthe. 
À cette époque, la région autour de Wavre Saint-Catherine et de Putte était une région sauvage avec des marécages inaccessibles et des forêts denses.
Dans la seconde moitié du XIIIe siècle, on trouve trois « villages Wavre » dans cette région : Wavre-Notre-Dame, Wavre-Sainte-Catherine et Wavre-Saint-Nicolas (aujourd'hui Putte).

## État actuel
La forêt historique est aujourd'hui divisée en plusieurs forêts et bois.